# Bordeasca Veche, Vrancea
Bordeasca Veche (în trecut, Bordeasca; cuprinde și fostul sat Obilești) este un sat în comuna Tătăranu din județul Vrancea, Muntenia, România.